# سیارک ۳۷۳۰
سیارک ۳۷۳۰ (به انگلیسی: 3730 Hurban، نامگذاری:1983XM1) سه هزار و هفتصد و سیمین سیارک کشف شده‌است که در ۴ دسامبر ۱۹۸۳ کشف شد.
قدر مطلق سیارک برابر ۱۱٫۸۰ است.